# Théoden
Théoden é um personagem fictício do romance de fantasia O Senhor dos Anéis, de J. R. R. Tolkien. Rei de Rohan e Senhor da Marca ou da Charneca, nomes usados pelos Rohirrim para sua terra, ele aparece como um personagem coadjuvante em As Duas Torres e O Retorno do Rei. Quando apresentado, Théoden está enfraquecido pela idade, pela tristeza e pelas manipulações de seu principal conselheiro, Gríma Língua de Cobra, e permanece inativo enquanto seu reino desmorona. Despertado pelo mago Gandalf, ele se torna um aliado crucial na guerra contra Saruman e Sauron, liderando os Rohirrim na Batalha dos Campos de Pelennor.
Estudiosos compararam Théoden a Teodorico I, rei dos Visigodos, e sua morte em batalha à de Teodorico na Batalha dos Campos Cataláunicos. Ele também foi contrastado com outro protagonista de O Senhor dos Anéis, Denethor, Regente de Gondor; enquanto Denethor é severo, Théoden é aberto e acolhedor.

## Biografia fictícia

### As Duas Torres
Théoden é apresentado em As Duas Torres, segundo volume de O Senhor dos Anéis, como Rei de Rohan. Nesse momento, ele está debilitado pela idade e dominado por seu principal conselheiro, Gríma Língua de Cobra, que secretamente serve ao mago corrupto Saruman. Um dos últimos manuscritos de A Caçada pelo Anel afirma que Língua de Cobra exerce "grande influência sobre o rei", que está "encantado por seus conselhos". Em Contos Inacabados, sugere-se que o declínio da saúde do rei foi "...induzido ou agravado por venenos sutis, administrados por Gríma". Enquanto Théoden permanecia impotente, Rohan era assolada por orcs e Dunlendinos, que agiam sob as ordens de Saruman, governando a partir de Isengard.

Ao ouvir aquele som, a figura curvada do [Rei Théoden] ergueu-se subitamente. Alto e orgulhoso ele pareceu novamente; e, erguendo-se nos estribos, gritou com uma voz potente, mais clara do que qualquer homem mortal jamais alcançara: 'Erguei-vos, erguei-vos, Cavaleiros de Théoden! Feitos terríveis despertam: fogo e matança! A lança será agitada, o escudo será partido, um dia de espada, um dia vermelho, antes que o sol nasça! Cavalgai agora, cavalgai agora! Cavalgai para Gondor!'

J. R. R. Tolkien, O Retorno do Rei
Quando Gandalf, Aragorn, Legolas e Gimli apareceram diante dele em As Duas Torres, Théoden inicialmente rejeitou os conselhos do mago para enfrentar Saruman. Quando Gandalf revelou a verdadeira natureza de Língua de Cobra, Théoden recuperou a razão. Ele restaurou seu sobrinho, empunhou sua espada Herugrim e, apesar da idade, liderou os Cavaleiros de Rohan à vitória na Batalha do Abismo de Helm. Em seguida, visitou Isengard, constatando que fora destruída pelos Ents da floresta de Fangorn, e, ao conversar com Saruman na torre de Orthanc, testemunhou Gandalf quebrar o cajado do mago.

### O Retorno do Rei
Em O Retorno do Rei, Théoden liderou os Rohirrim em auxílio a Gondor na Batalha dos Campos de Pelennor. Nessa batalha, ele derrotou a cavalaria dos Haradrim, matando pessoalmente seu líder. Desafiou o Rei-bruxo de Angmar, líder dos Nazgûl, mas foi mortalmente ferido quando seu cavalo, Snowmane, caiu sobre ele. Théoden foi vingado por sua sobrinha Éowyn e pelo Hobbit Merry Brandebuque [en], que haviam ido à guerra juntos em segredo; juntos, destruíram o Rei-bruxo. Em seus últimos momentos, Théoden despediu-se de Merry e Éowyn.
O corpo de Théoden permaneceu em Minas Tirith até ser sepultado em Rohan após a derrota de Sauron. Ele foi o último da Segunda Linha dos reis, considerando a descendência direta de Eorl, o Jovem. Foi sucedido por seu sobrinho Éomer.

## Etimologia

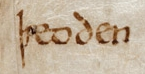
"þeoden", uma palavra em inglês antigo para "príncipe" ou "rei".

Théoden é transliterado diretamente do inglês antigo þēoden, que significa "rei, príncipe", derivado de þeod, "um povo, uma nação". Como outros nomes descritivos no legendarium de Tolkien, Tolkien usa esse nome para criar a impressão de que o texto é histórico. Ele mapeou o westron, ou Língua Comum, para o inglês moderno; a língua ancestral dos Rohirrim em seu sistema de línguas inventadas corresponderia, portanto, ao inglês antigo.

## Análise

### Imagens do heroísmo nórdico
Segundo a estudiosa Elizabeth Solopova [en], o personagem Théoden foi inspirado pelo conceito de heroísmo nórdico presente na mitologia nórdica, particularmente no épico Beowulf: o protagonista demonstra perseverança mesmo sabendo que será derrotado e morto. Isso se reflete na decisão de Théoden de enfrentar o exército muito superior de Sauron na Batalha dos Campos de Pelennor. Há também referências recorrentes de Tolkien ao relato histórico da Batalha dos Campos Cataláunicos, descrito pelo historiador do século VI Jordanes. Ambas as batalhas ocorrem entre civilizações do "Oeste" (Rohan, Gondor; Romanos, Visigodos) e do "Leste" (Mordor, Easterlings; Hunos), e, assim como Jordanes, Tolkien descreve sua batalha como um evento de fama lendária que perdurou por gerações. Outra semelhança evidente é a morte do rei Teodorico I dos Visigodos nos Campos Cataláunicos e a de Théoden nos Campos de Pelennor. Jordanes relata que Teodorico foi derrubado por seu cavalo e pisoteado por seus próprios homens durante um ataque. Théoden, por sua vez, reúne seus homens antes de cair e ser esmagado por seu cavalo. Assim como Teodorico, Théoden é levado do campo de batalha por seus cavaleiros, que choram e cantam por ele enquanto a batalha continua.
| Situação                           | Théoden                                                                | Teodorico                                                                  |
| ---------------------------------- | ---------------------------------------------------------------------- | -------------------------------------------------------------------------- |
| Batalha final                      | Batalha dos Campos de Pelennor                                         | Batalha dos Campos Cataláunicos                                            |
| Combatentes "Oeste" versus "Leste" | Rohan, Gondor vs Mordor, Easterlings                                   | Romanos, Visigodos vs Hunos                                                |
| Causa da morte                     | Derrubado pelo cavalo, que cai sobre ele                               | Derrubado pelo cavalo, pisoteado pelos próprios homens ao atacar o inimigo |
| Lamento                            | Carregado do campo de batalha por seus cavaleiros, que cantam e choram | Carregado do campo de batalha por seus cavaleiros, que cantam e choram     |

Diversos estudiosos admiraram a comparação de Tolkien de Théoden cavalgando para sua batalha final "como um deus de outrora, como Oromë, o Grande, na batalha dos Valar, quando o mundo era jovem". Entre eles, Steve Walker descreve a passagem como "quase épica em sua amplitude", convidando a imaginação do leitor ao aludir a "uma complexidade invisível", toda uma mitologia da Terra-média subjacente ao texto visível [en]. Fleming Rutledge [en] considera que a passagem imita a linguagem de mitos e sagas, sendo um eco da profecia messiânica em Malaquias [en] 4:1–3. Jason Fisher [en] compara o trecho, que conecta o soar de todas as trompas dos Rohirrim, Oromë, o amanhecer e os próprios Rohirrim, com o emparelhamento em Beowulf de ær dæge ("antes do dia", isto é, "amanhecer") e Hygelaces horn ond byman ("trompa e trompete de Hygelac") nas linhas 2941–2944. Peter Kreeft escreve que "é difícil não sentir o coração pulsar de alegria com a transformação de Théoden em guerreiro", por mais que as pessoas considerem difícil a visão romana de que é doce morrer pela pátria, dulce et decorum est pro patria mori.
O estudioso de Tolkien Tom Shippey [en] afirma que Rohan é diretamente modelada na Inglaterra anglo-saxã, incorporando várias características de Beowulf, não apenas em nomes de pessoas, lugares e linguagem. Ele destaca que o lamento por Théoden [en] ecoa de perto o lamento final do poema em inglês antigo Beowulf. Os guerreiros e guardas de Théoden agem como personagens de Beowulf, tomando decisões por conta própria, em vez de simplesmente dizer "estava apenas seguindo ordens".

### Théoden vs. Denethor
Estudiosos de Tolkien, incluindo Jane Chance [en], contrastam Théoden com outro "rei germânico", Denethor, o último dos Regentes de Gondor. Na visão de Chance, Théoden representa o bem, enquanto Denethor representa o mal; ela observa que os nomes deles são quase anagramas, e que, enquanto Théoden acolhe o hobbit Merry Brandebuque em seu serviço com amizade afetuosa, Denethor aceita o amigo de Merry, Pippin Took [en], com um contrato rígido de lealdade. Hilary Wynne, em The J. R. R. Tolkien Encyclopedia, escreve que, embora ambos, Théoden e Denethor, tenham caído em desespero, Théoden, com sua coragem "renovada" por Gandalf, enfrentou uma batalha aparentemente sem esperança no Abismo de Helm e venceu, e novamente nos Campos de Pelennor, onde "seu ataque salvou a cidade de Minas Tirith de ser saqueada e destruída". Shippey faz a mesma comparação, estendendo-a a vários elementos das histórias dos dois homens, afirmando que Théoden vive pela teoria do heroísmo nórdico, enquanto Denethor morre pelo desespero.
| Elemento da história                                             | Théoden, Rei de Rohan                    | Denethor, Regente de Gondor                 |
| ---------------------------------------------------------------- | ---------------------------------------- | ------------------------------------------- |
| Subgrupo encontra um estranho prestativo                         | Aragorn, Gimli e Legolas encontram Éomer | Frodo e Sam encontram Faramir               |
| Líder do subgrupo confronta o estranho                           | Aragorn desafia Éomer                    | Frodo oculta sua missão de Faramir          |
| Estranho decide ajudar o grupo, contra a vontade de seu superior | Éomer empresta cavalos                   | Faramir deixa Frodo e Sam seguirem          |
| Líder é um homem velho que perdeu um filho                       | Théodred morreu em batalha               | Boromir morreu salvando os hobbits          |
| Líder vê o outro herdeiro como "substituto duvidoso"             | Éomer é um sobrinho                      | Faramir é erudito, não guerreiro            |
| Líder morre durante a Batalha dos Campos de Pelennor             | Théoden morre em batalha                 | Denethor comete suicídio durante a batalha  |
| Salão do líder é descrito em detalhes                            | Meduseld, o "palácio dourado"            | O salão de pedra em Minas Tirith            |
| Um hobbit jura lealdade ao líder [en]                            | Merry junta-se aos Cavaleiros de Rohan   | Pippin torna-se guarda do palácio de Gondor |

## Em adaptações
Na adaptação de 1981 da BBC Radio 4 de O Senhor dos Anéis, a morte de Théoden é descrita em uma canção, em vez de dramatizada convencionalmente; ele é dublado por Jack May [en]. Na versão animada de 1978 de Ralph Bakshi de O Senhor dos Anéis, a voz de Théoden foi fornecida por Philip Stone [en]. Théoden também aparece na tentativa de Rankin/Bass de completar a história deixada inacabada por Bakshi em sua adaptação televisiva de O Retorno do Rei, embora fale pouco, sendo dublado por Don Messick. Sua morte é narrada por Gandalf (dublado por John Huston); na animação, ele é morto por uma nuvem, não pelo Rei-bruxo.
Théoden é um personagem importante na trilogia de filmes O Senhor dos Anéis de Peter Jackson. O personagem, interpretado por Bernard Hill, aparece pela primeira vez em As Duas Torres (2002). Contudo, diferentemente dos livros, o Senhor da Marca está possuído e envelhecido prematuramente por Saruman (Christopher Lee). Gandalf (Ian McKellen) o liberta do feitiço, restaurando instantaneamente sua verdadeira idade, após o que Théoden expulsa Gríma Língua de Cobra (Brad Dourif) de Edoras.

### J. R. R. Tolkien
1. 1 2 3 4  (Tolkien 1954, livro 3, cap. 6 "O Rei do Palácio Dourado")
2. ↑  (Tolkien 1980, parte 3, cap. 5 "As Batalhas dos Vaus do Isen")
3. ↑  (Tolkien 1954, livro 3, cap. 7 "O Abismo de Helm")
4. ↑  (Tolkien 1954, livro 3, cap. 8 "O Caminho para Isengard")
5. ↑  (Tolkien 1954, livro 3, cap. 10 "A Voz de Saruman")
6. ↑  (Tolkien 1955, livro 5, cap. 3 "A Mobilização de Rohan")
7. 1 2  (Tolkien 1955, livro 5, cap. 5 "A Cavalgada dos Rohirrim")
8. ↑  (Tolkien 1955, livro 5, cap. 6 "A Batalha dos Campos de Pelennor")
9. ↑  (Tolkien 1955, livro 6, cap. 5 "O Regente e o Rei")